# 鷲津砦
鷲津砦（わしづとりで）は、愛知県名古屋市緑区大高町にあった中世の砦（城館）。

## 概要
1559年（永禄2年）に織田信長によって築かれ、翌1560年（永禄3年）には桶狭間の戦いの前哨戦が本砦を巡って行われている。大高町のうち、字鷲津山の丘陵がその故地とされ、1938年（昭和13年）12月14日に大高城跡が国の史跡に指定された際、丸根砦跡と共に約1.455ヘクタール（1町4反6畝22分）の範囲が「附（つけたり）」として指定されているが、正確な所在地ははっきりしていない。

## 位置
JR東海道本線 大高駅から東に約200メートル、西方へ舌状に延びた丘陵の頂部付近に位置する。大高城跡からは北東に約700メートル、丸根砦跡からは北北西に約600メートルの距離にある。

## 背景
16世紀なかば、尾張で勢力を伸ばしていた織田信秀の死後、子の信長が跡を継ぐと、それまで織田方に従っていた鳴海城主の山口教継が織田方を見限って駿河の今川義元に与し、結果として義元は大高城を手中にする。そこで信長は、鳴海城に圧力をかけるために丹下砦・善照寺砦・中島砦を築き、さらに大高城と鳴海城との往来を遮断するために築いたのが、丸根砦と当砦であったとされる。当砦には守将として織田秀敏と飯尾定宗・尚清父子が置かれると共に、520騎が配置されたともいう（『中古日本治乱記』）。しかし永禄3年5月19日（1560年6月12日、桶狭間の戦いが行われた当日）早暁、今川方の重臣であった朝比奈泰朝率いる2,000人の軍勢が攻撃を開始、門扉や営柵に火が放たれて激戦となり、立てこもっていた飯尾定宗らはことごとく死傷、残兵も清洲方面へ敗走し、午前10時頃までには陥落したという。

## 構造
『寛文村々覚書』（17世紀）や『張州府志』（1752年（宝暦2年））、『尾張志』（1844年（天保15年））は、「鷲津古城」として東西14間（約25メートル）・南北15間（約27メートル）の規模を示す。他方で、徳川家（蓬左文庫）所蔵の『尾州知多郡大高之内鷲津丸根古城図』は、約37メートル四方の曲輪に東西約30メートル、南北約16メートルの曲輪が幅約3メートルの堀に囲まれて南北に並ぶという詳細な構造を記している。また『日本城郭大系』は、標高35メートルの丘上に東西約35メートル・南北40メートルの規模を持ち、堀を有していたという記録に触れているが、出典をつまびらかにしていない。

## 現況
鷲津砦跡の指定地は、長寿寺本堂の背後にあたる鷲津砦公園およびその東に広がる雑木林として保存されているが、測量調査や発掘調査はなされておらず、城館の遺構を確認することはできない。指定地が指定される以前より個人が「鷲津砦阯」碑を建立しているが、1929年（昭和4年）発行の『愛知県史蹟名勝天然記念物調査報告』で若山善三郎は「大体この辺を想像したるに過ぎず。」とし、当該地である字「鷲津山」のほかに字「鷲津」地内にも候補地があることを述べている。『古城図』に記された遺構を字「鷲津山」の指定地に比定することは困難であり、現状では、指定地の北隣にあたる字「鷲津」地内の丘陵（明忠院裏山）が砦跡の候補地として最も有力であるとされている。

## ギャラリー

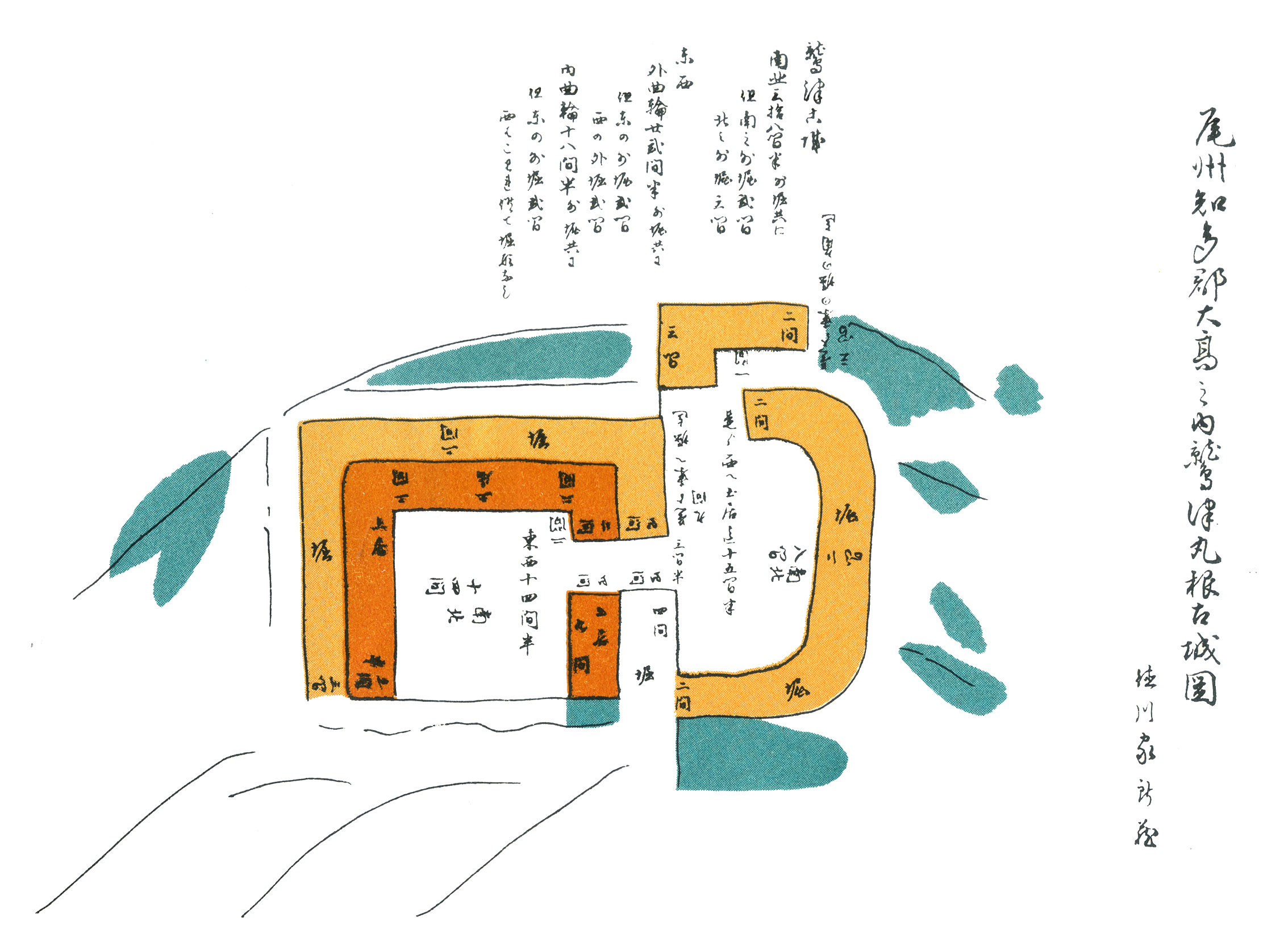
『尾州知多郡大高之内鷲津丸根古城図』のうちの鷲津砦図
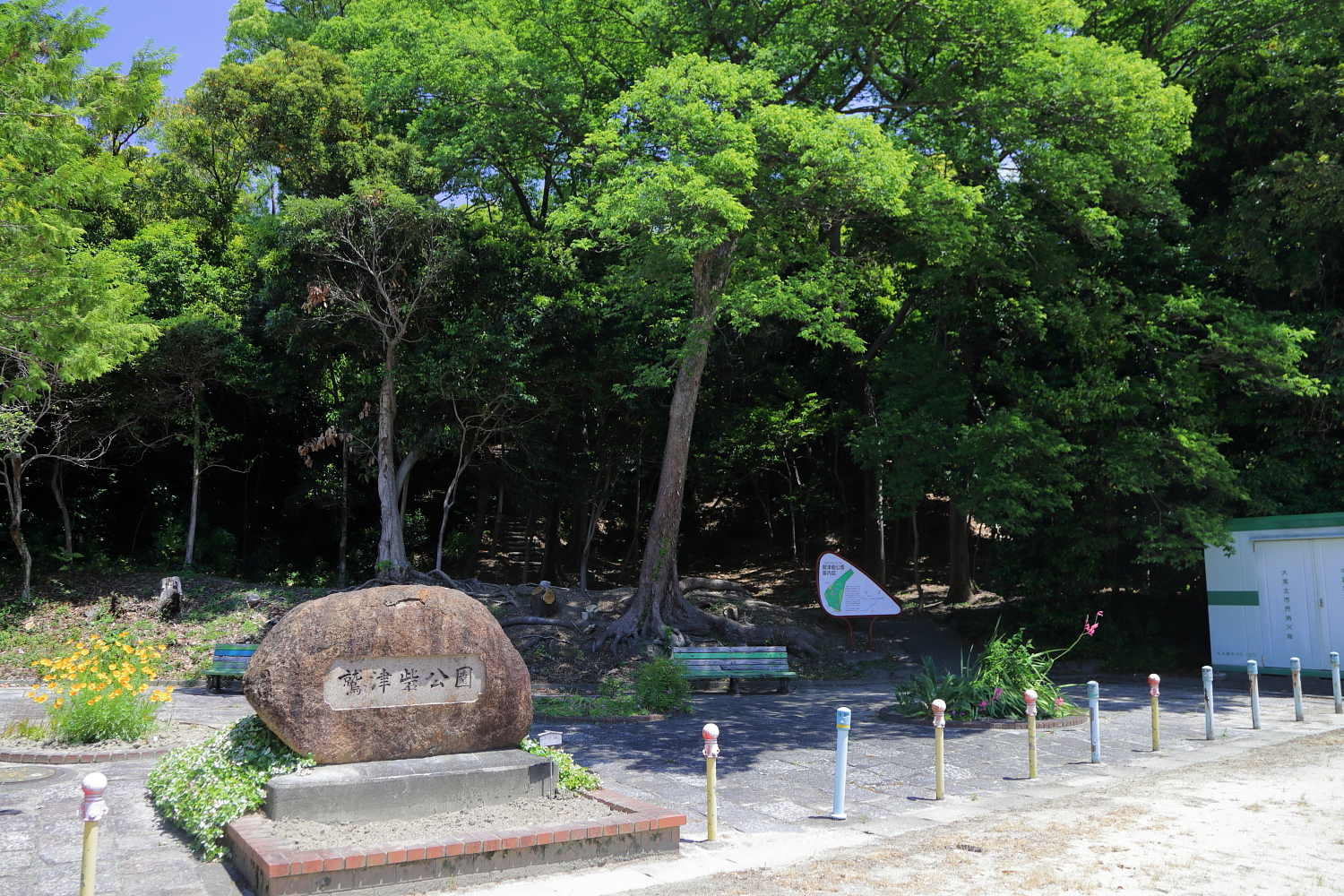
鷲津砦公園入口 （2020年（令和2年）5月）
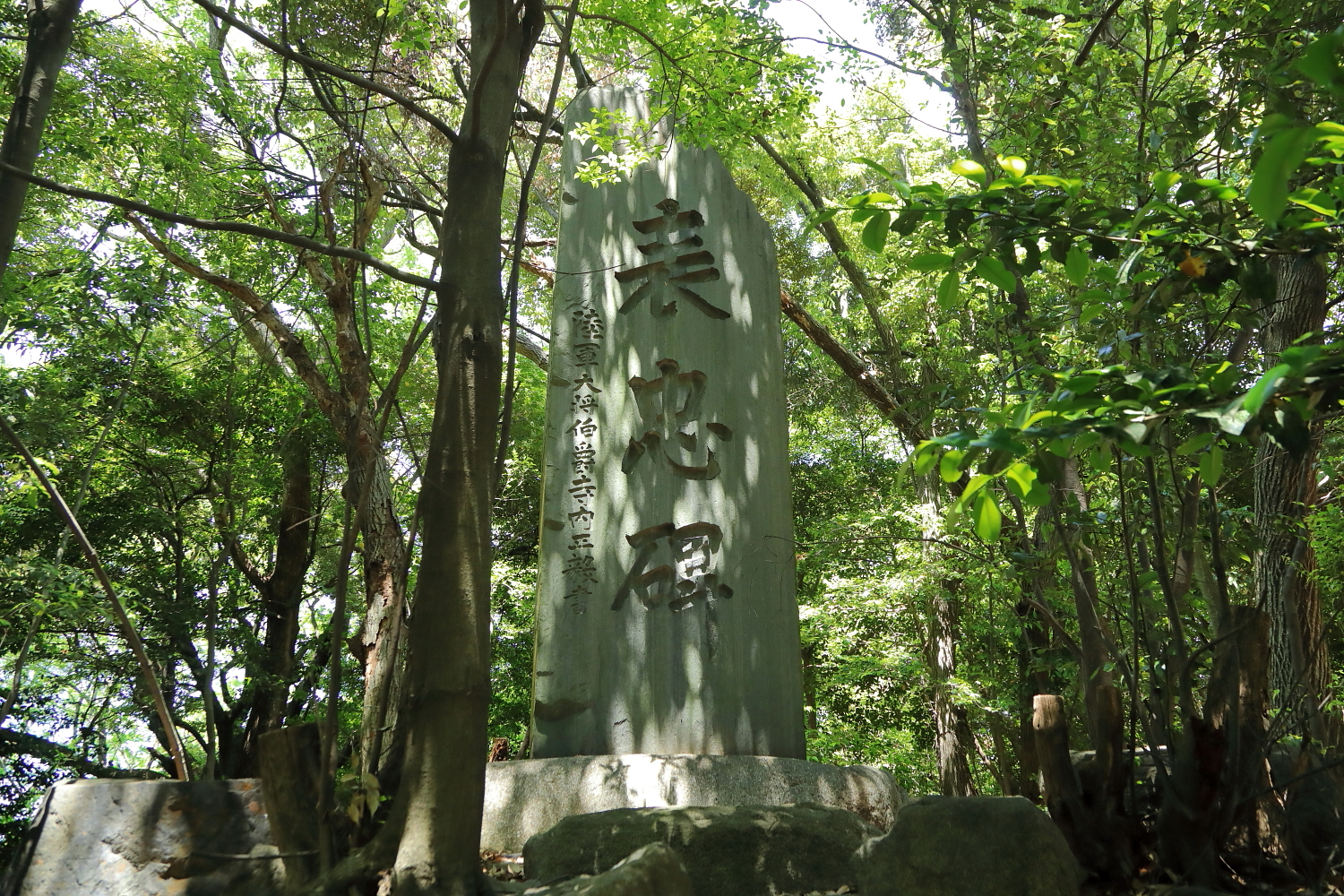
鷲津砦公園内にある表忠碑 （2020年（令和2年）5月）
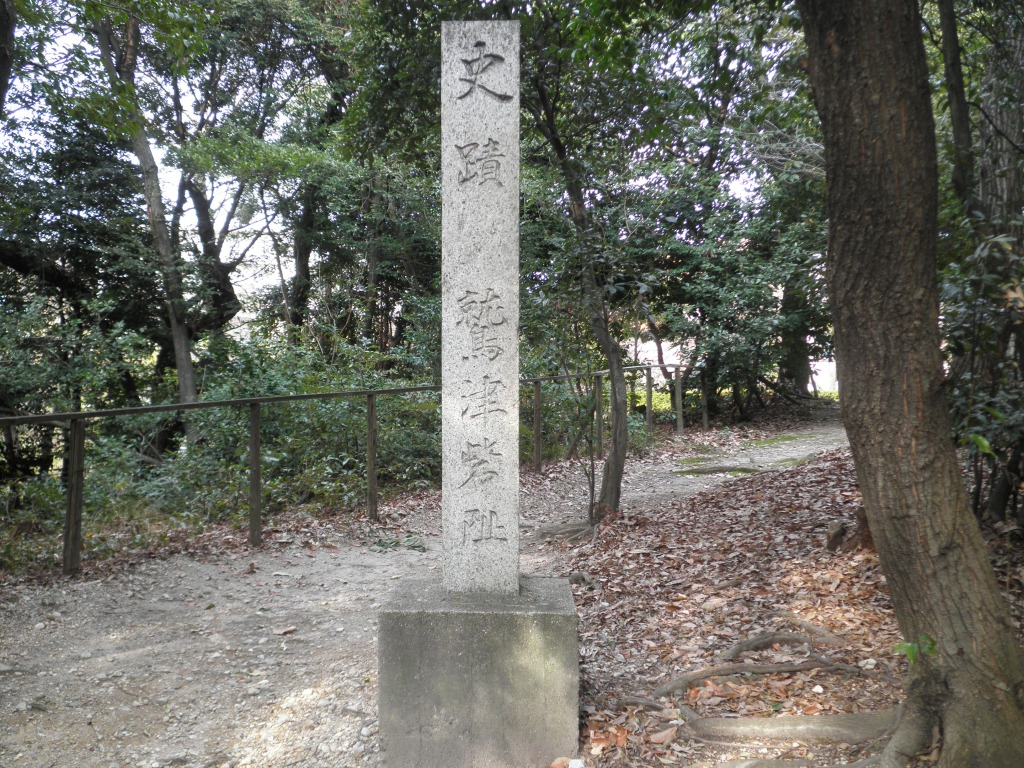
鷲津砦公園内にある鷲津砦址碑 （2011年（平成23年）9月）
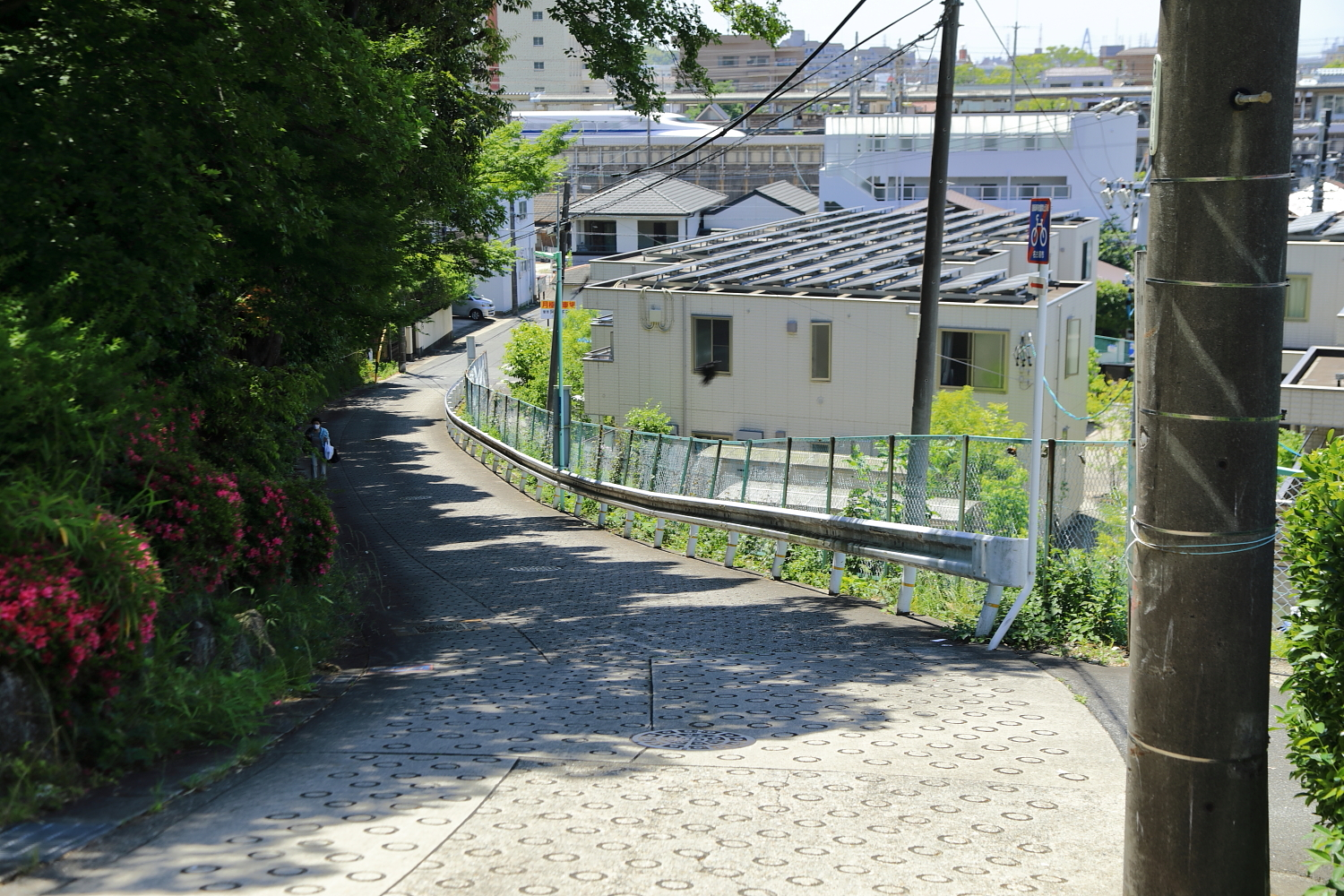
鷲津砦公園の北側にある観音坂 （2020年（令和2年）5月）
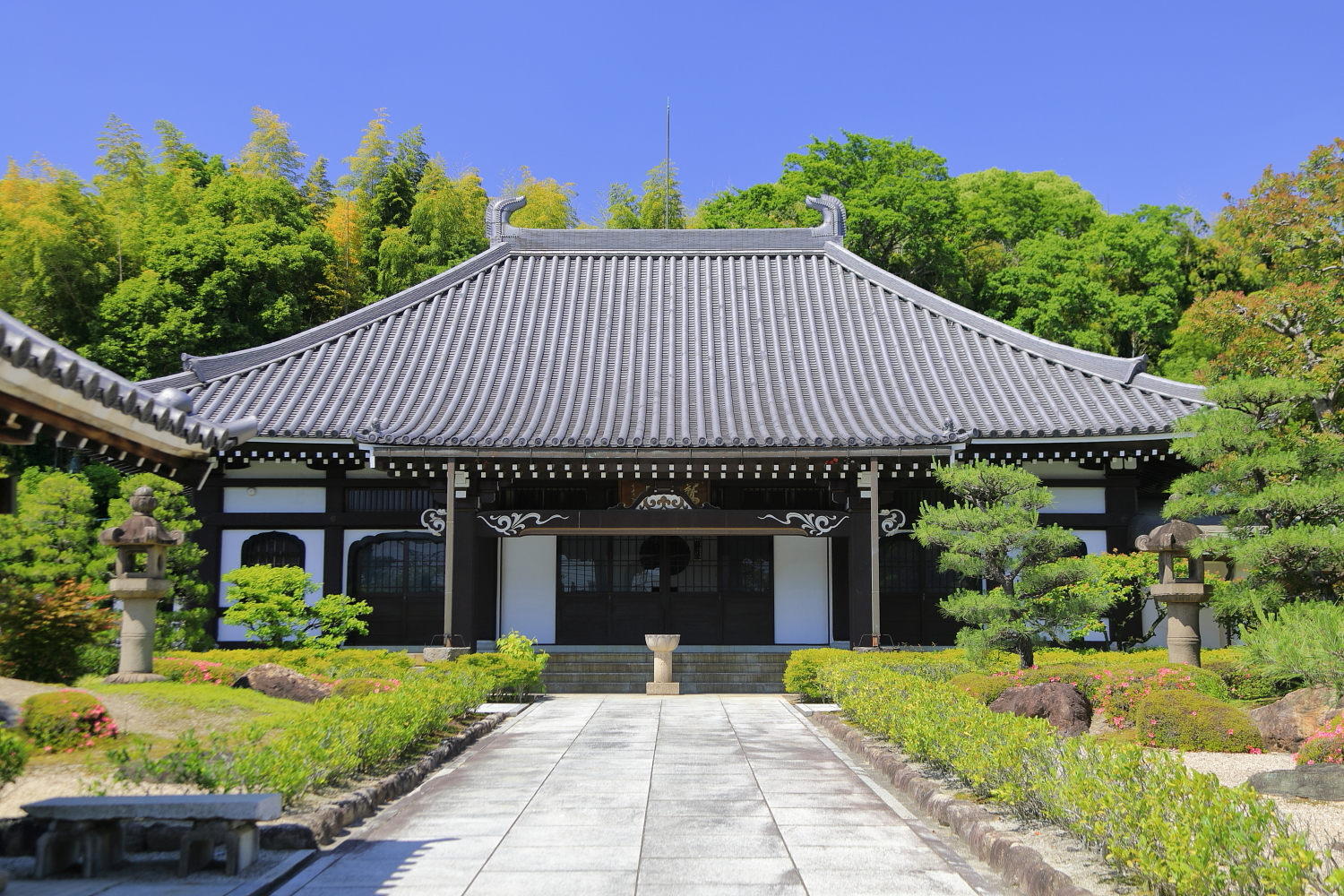
長寿寺本堂 （2020年（令和2年）5月）
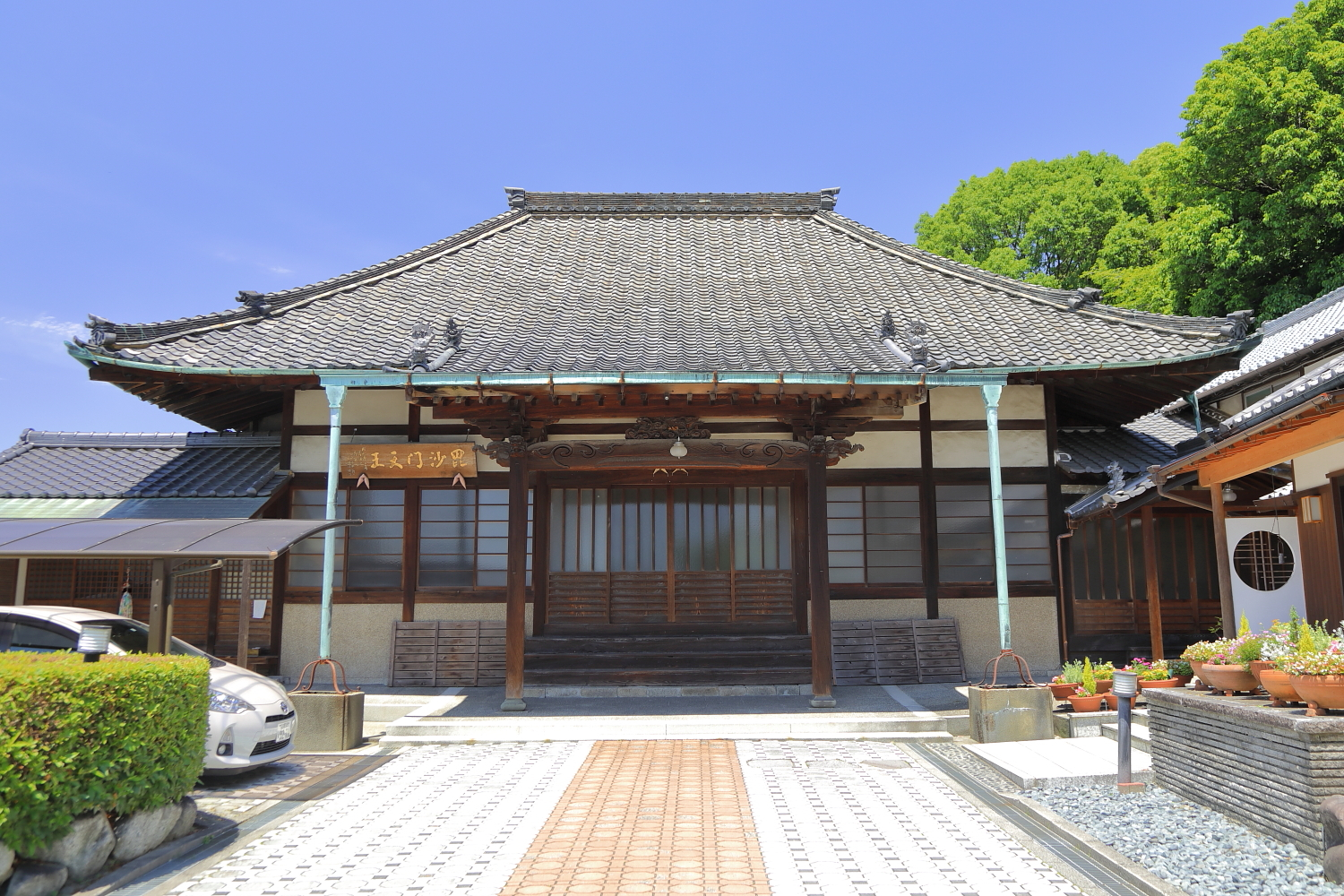
明忠院本堂 （2020年（令和2年）5月）
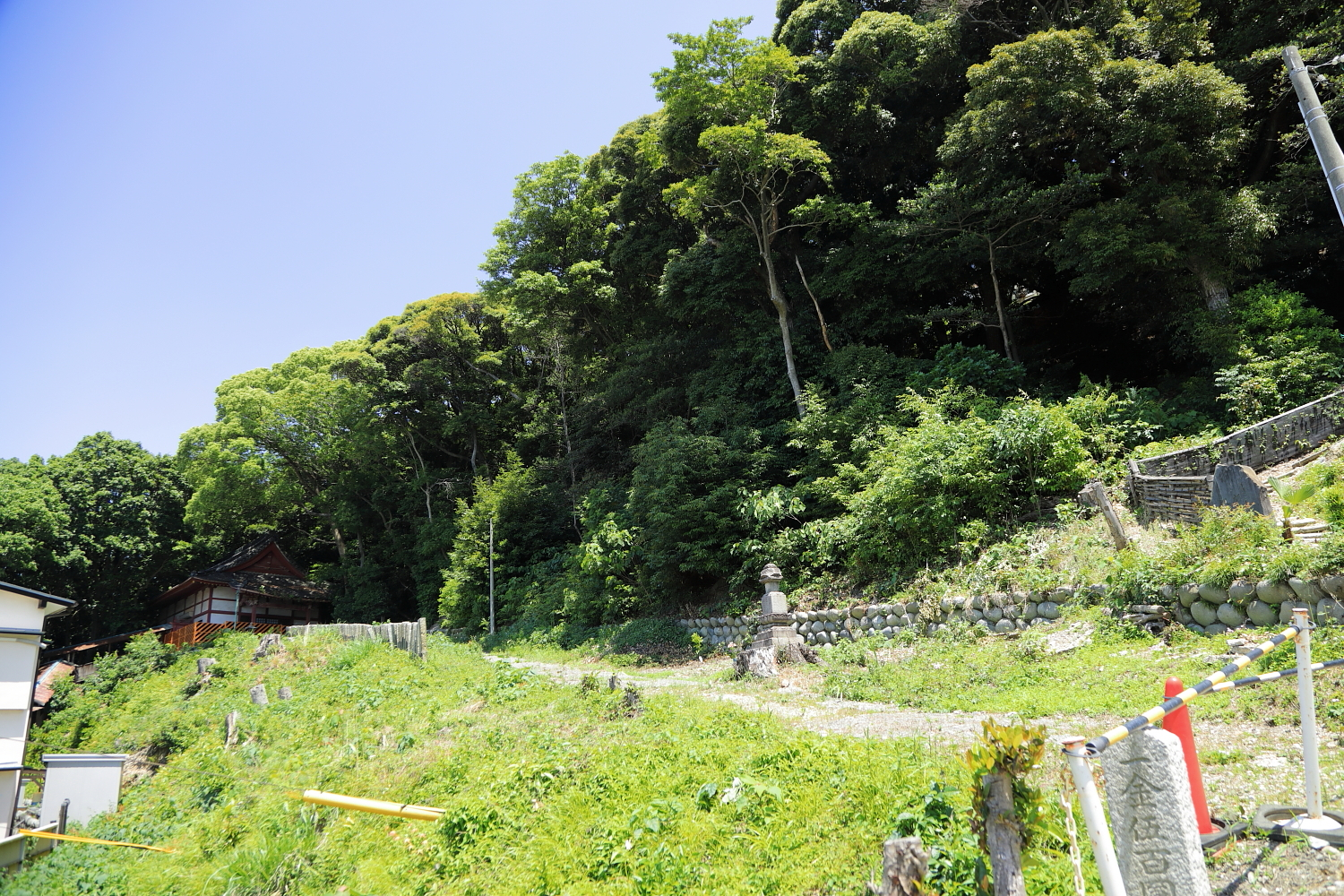
明忠院境内より明忠院裏山を望む （2020年（令和2年）5月）
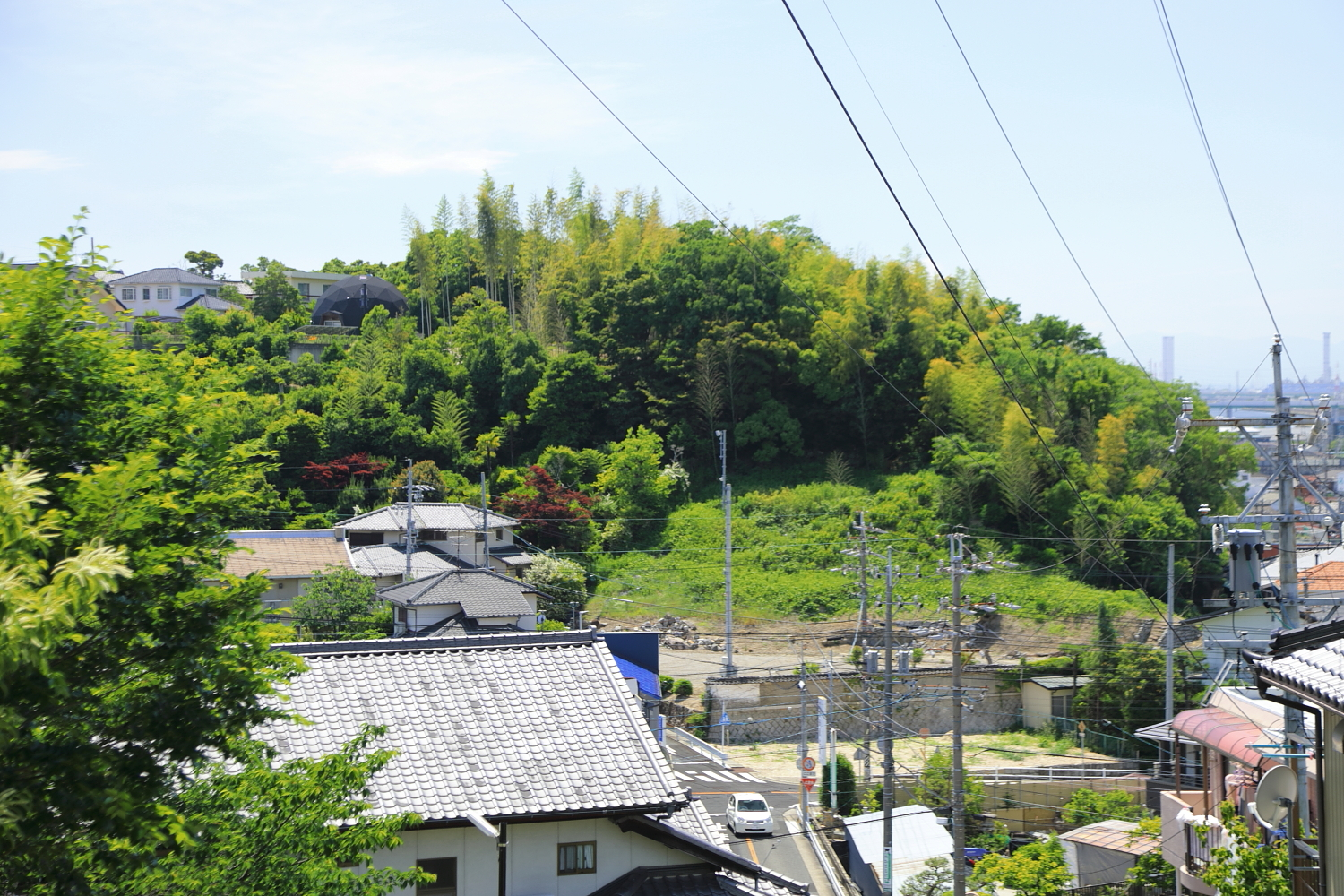
伊賀殿より明忠院裏山を望む （2020年（令和2年）5月）

## 交通
- JR東海道本線 大高駅より東へ徒歩で約5分。